# Adonias Filho
Adonias Aguiar Filho (Itajuípe, Bahía, 27 de noviembre de 1915 - Ilhéus, 2 de agosto de 1990) fue un escritor, periodista y crítico literario brasileño, miembro de la Academia Brasileña de Letras.

## Biografía

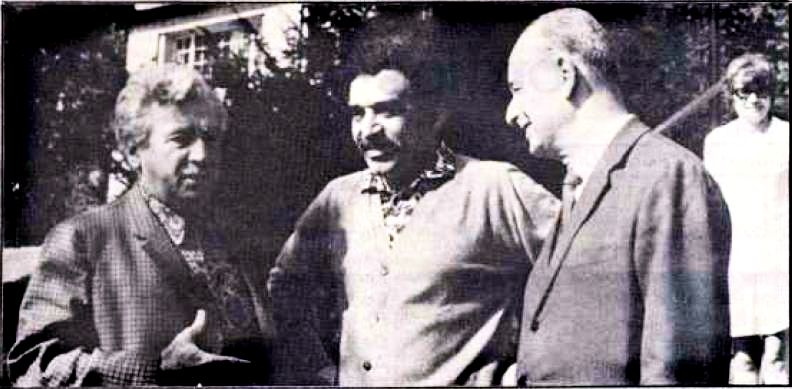
Adonias Filho (der) con Gabriel García Márquez (centro) y Jorge Amado (izq).

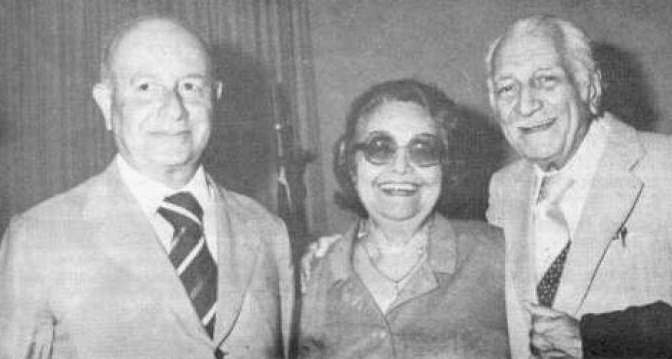
Adonias Filho (izq) con Rachel de Queiroz y Gilberto Freyre (der).

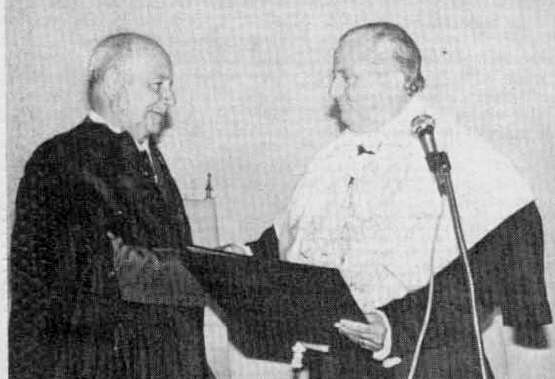
Recibiendo el doctorado honoris causa por la UFBA, 1983.

Adonias Filho cursó estudios secundarios en Salvador, donde también se inició en el periodismo. En 1936, se trasladó a Río de Janeiro, en ese entonces capital de Brasil, para dedicarse al periodismo. Colaboró con el diario Correio da Manhã y como crítico literario en Cadernos da Hora Presente de São Paulo a partir de 1937. También colaboró con A Manhã entre 1944 y 1945, Jornal de Letras (de 1955 a 1960), Diário de Notícias (1958 a 1960), O Estado de São Paulo y Folha da Manhã de São Paulo.
Participó de la segunda etapa de la revista cultural Festa, y entre 1946 y 1950 dirigió la editora A Noite. Además de sus tareas periodísticas y editoriales, desarrolló en Río de Janeiro una importante labor cultural y administrativa en diversos cargos de gobierno. Fue director del Servicio Nacional de Teatro en 1954 y director de la Biblioteca Nacional entre 1961 y 1971. Aún como director, trabajó en la Agencia Nacional del Ministerio de Justicia. Fue presidente de la Asociación Brasileña de Prensa en 1972 y presidente del Consejo Federal de Cultura, desde 1977 hasta su fallecimiento.
En la mayor parte de su obra narrativa, Adonias Filho se inspiró en la zona cacaotera cercana a Ilhéus, en la zona sur de Bahía, lugar donde nació y vivió su infancia. Un par de excepciones la constituyen las novelas El Fuerte y Luanda Beira Bahia, considerado el primer libro brasileño en unir Brasil con África en el terreno de la ficción.
Indagó en los orígenes de la violencia, la identidad cultural, en los misterios del amor, del destino y de la muerte. En su ensayo Sul da Bahia: Chão de Cacau (uma civilização regional), Adonias Filho dijo: «en todo ese tiempo, en las profundidades de las grandes florestas, en todo lo que fue una guerra contra la naturaleza, se generó una violenta saga humana en el vientre mismo de la selva tropical».
Si bien utilizó personajes y escenarios típicos de la tradición afro-bahiana, e incluso expresiones idiomáticas regionales, su intención va mucho más allá del colorido local, del testimonio o del realce de los protagonistas africanos e indígenas. Buscó rescatar y representar valores universales como la recuperación de la memoria, el respeto a la naturaleza, la presencia de lo sagrado, y un sentido trágico de la vida y del mundo.
Al respecto, el escritor y crítico literario brasileño Assis Brasil afirmó: «Claro que el instrumental lingüístico de Adonias Filho se sirve de localismos y expresiones usadas en determinada región, pero tal aspecto de su obra no será necesariamente el soporte para clasificarla. Es tan sólo un aspecto de la obra, un recurso del escritor para trabajar en el sistema lingüístico.»
Varios premios y reconocimientos le fueron otorgados, entre los cuales figuran el Premio Paula Brito de crítica literaria (Guanabara, 1968), por Léguas da promissão; el Golfinho de Ouro de Literatura (1968); el Premio PEN Club de Brasil; el Premio Brasilia de Literatura (1973) de la Fundación Cultural del Distrito Federal, el Premio Nacional de Literatura (1975) del Instituto Nacional del Libro, en la categoría de Obra Publicada (1974-1975), por la novela As velhas;  el Premio Jabuti (1975) en la categoría Novela, también por As velhas; etc. 
Ingresó en la Academia Brasileña de Letras el 14 de enero de 1965. En 1983 recibió el título de doctor honoris causa por la Universidad Federal de Bahía. 
En 1990, falleció en su fazenda Aliança, en el distrito de Inema, cerca de Ilhéus, al sur de Bahía.

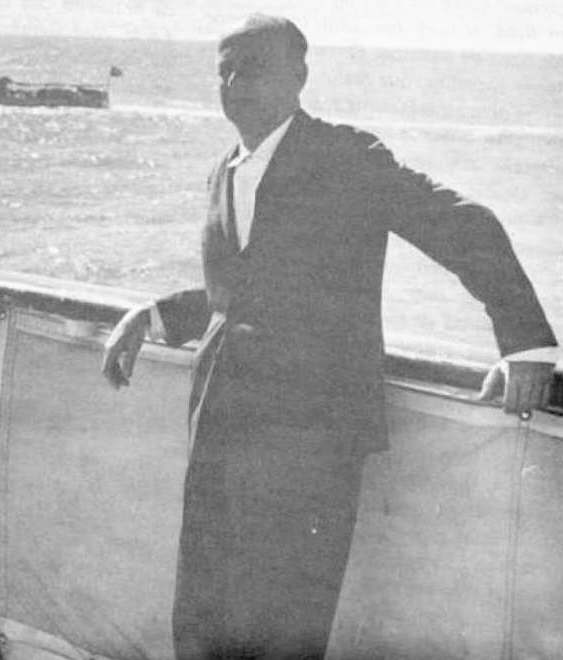
Adonias Filho en Luanda, Angola.

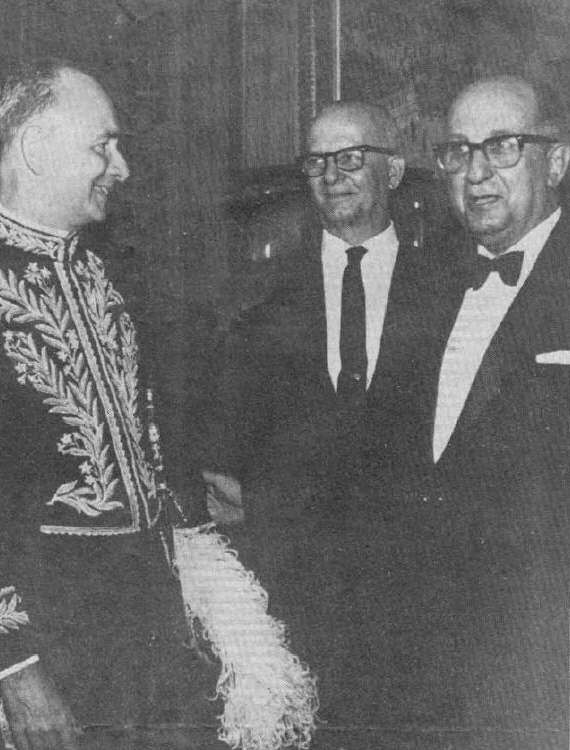
Ingreso de Adonias Filho (izq) en la Academia Brasileña de Letras, 1965.

## Obras

### Novela
- Os servos da morte (1946)
- Memórias de Lázaro (1952) (Memorias de Lázaro, Tiempo nuevo, Buenos Aires, 1970)
- Corpo vivo (1962) (A cuerpo vivo, Monte Ávila, Caracas, 1969 - Cuerpo vivo, Sudamericana, 1980)
- O forte (1965) (El fuerte, Alfa, Buenos Aires, 1972)
- Luanda Beira Bahia (1971)
- Uma nota de mil (1973)
- As velhas (1975)
- Noite sem madrugada (1983)
- O homem de branco (1987)

### Cuentos
- Léguas da promissão (1968)
- O Largo da Palma (1981)

### Ensayo
- Renascimento de homem (1937)
- Tasso da Silveira e o tema da poesia eterna (1940)
- Jornal de um escritor (1954)
- Modernos ficcionistas brasileiros (1958)
- Cornélio Pena (1960)
- História da Bahia (1963)
- O bloqueio cultural (1964)
- O romance brasileiro de crítica (1969)
- O romance brasileiro de 30 (1973)
- Sul da Bahia: chão de cacau (uma civilização regional) (1976)

### Teatro
- Auto dos Ilhéus (1981)

### Literatura infantil
- Uma nota de cem (1973)
- Fora da pista (1978)
- Um Coquinho de Dendê (1985)
- O menino e o cedro (póstumo, 1993)

Sobre Adonias Filho
- Adonias Filho, de Francisco de Assis Almeida Brasil (Organização Simões, Río de Janeiro, 1969)